# Chavocythere lauta
Chavocythere lauta is een mosselkreeftjessoort uit de familie van de Trachyleberididae. De wetenschappelijke naam van de soort is voor het eerst geldig gepubliceerd in 1880 door Brady.